# Aleja Jana Pawła II w Łodzi
Aleja Jana Pawła II – jedna z najważniejszych arterii komunikacyjnych Łodzi. Zaczyna się przy ul. Pabianickiej, głównej wylotówce z Łodzi w kierunku południowym, a kończy na estakadzie przy skrzyżowaniu z al. Mickiewicza, przechodząc w al. Włókniarzy. Cała aleja jest dwujezdniowa, pozbawiona torów tramwajowych. Do czasu otwarcia 40-kilometrowego odcinka autostrady A1 (Łódź Północ - Tuszyn) stanowiącego jednocześnie wschodnią obwodnicę Łodzi była częścią drogi krajowej nr 1 (E75). W związku z tym, od 1 lipca 2016 r. Jana Pawła II znajduje się w ciągu drogi krajowej numer 91.
Do 2005 roku Aleja Jana Pawła II wraz z obecną Aleją Włókniarzy tworzyła jedną ulicę – Aleję Włókniarzy. 8 czerwca 2005 roku Rada Miejska podjęła decyzję o przemianowaniu południowego odcinka Alei Włókniarzy (od al. Bandurskiego przy dworcu Łódź Kaliska do ul. Pabianickiej) na aleję Jana Pawła II.